# Château de Montmélian (Savoie)
Pour les articles homonymes, voir Château de Montmélian.
Ne doit pas être confondu avec Butte de Montmélian.
Le château de Montmélian est un ancien château fort du XIe siècle, dont les vestiges se dressent sur le territoire de la commune de Montmélian, dans le département de la Savoie.
Résidence de certains comtes de Savoie, il fut le siège du bailliage de Savoie et d'une châtellenie. Il fut refortifié au XVIe siècle et démantelé au début du XVIIIe siècle.

## Localisation
Les vestiges du château de Montmélian sont situés en Savoie Propre, sur les hauteurs de la commune de Montmélian, entre les bourgs de Chambéry et Conflans.
Le château se dresse à 360 mètres d'altitude sur une colline dominant la plaine de l'Isère.
La citadelle protégeait à l'origine un unique pont et son péage qui franchissait l'Isère et était donc garante du passage entre le val du Bourget et le Dauphiné d'une part et les vallées intra-alpines de Maurienne et de Tarentaise d'autre part.

## Histoire

### Origines
Montmélian ne semble obtenir un rôle qu'à partir du XIe siècle tandis que jusque-là, Arbin était déjà mentionnée à l'époque romaine, puis Chavors, situées sur la voie consulaire. L'ancienne voie romaine reliant Mediolanum (Milan) à Vienna (Vienne) par Augusta prætoria (Aoste), le Mont-Cenis et la vallée de Isère, passe à proximité. Une voie secondaire se sépare pour rejoindre Lemencum (Chambéry), puis au-delà le val du Bourget et son lac.
Il faut attendre la période carolingienne pour qu'une villa du fisc impérial se développe dans les environs de la colline de Montmélian. L'installation du château n'est pas connue précisément, mais il semble qu'un édifice existe déjà au début du XIe siècle. En 1030, un Aymon de Pierre-Forte, officier des rois de Bourgogne, est mentionné dans une donation d'un vignoble de Monterminod (Mons Ermenaldi) qu'il possède, à l'abbé de Cluny. Sans toutefois qu'un château ne soit cité.
Sa position stratégique au sein de la combe de Savoie, entre les marches dauphinoises et la cluse chambérienne, en aval des vallées intra-alpines de Maurienne et de Tarentaise et au-delà de l'Italie, en fait un enjeu dans les luttes entre les puissances émergentes dauphinoises et humbertiennes. Toutefois, lorsque le Dauphin Guigues IV d'Albon est blessé lors d'une contre-attaque par le comte Amédée III de Savoie, en 1142, le lieu désigné de la bataille est Arbin, et non le château qui n'est pas mentionné. Dix ans plus tard, le fils du Dauphin, Guigues V d'Albon, veut prendre sa revanche et se porte à son tour devant un bourg que l'on désigne traditionnellement par Montmélian (1154), toutefois les premières mentions du lieu remontent seulement au siècle suivant.
Il faut en effet attendre 1208 pour voir apparaître la première mention de la citadelle — Montis Meliani castellanus (Mons Mellianus en 1233) —,. Il désignerait un lieu élevé, un mont, associé à un « plein centre, centre sacré », selon les interprétations,. Le mot Meillan signifie ainsi très probablement un lieu élevé et fortifié, probablement de la période celtique. « La configuration géographique des lieux justifierait tout à fait cette hypothèse », toutefois aucuns travaux archéologiques n'ont confirmé celle-ci.

### Uneclefstratégique de la Savoie (XIeauXVesiècle)
En 1197, c'est au château de Montmélian que naît Amédée IV de Savoie. Son frère Thomas II de Piémont et avant eux Amédée III sont également au sein du château.
Si le fief principal relève en direct des comtes, plusieurs familles nobles possèdent au plan du château des maisons fortes. On relève notamment, Maître Albert de Boges, qui est en 1189 précepteur du comte Thomas et médecin, la famille de Mareschal, qui a la charge des ponts, et la famille de Portier.
En 1253, Amédée donne en douaire à son épouse Cécile des Baux, les châteaux de Montmélian, de la Rochette et la région de Tarentaise. Elle a comme châtelain Thibaud de Cors et ne conserve que celui de La Rochette.
En 1263, d'importants travaux sont lancés au château de Montmélian. À cette occasion sont utilisés 9 000 tavaillons et 7 000 échandoles, destinés à la couverture de différents bâtiments que sont la tour, la chapelle, la vieille salle ou aula, la maison neuve, la longue maison, la maison comtale, la maison du four, la cuisine ou encore le cellier. La voûte de l'unique tour est cimentée. En 1264, on réédifie le pont-levis de la tour. En 1289, le bailli Hugues de Chandée dresse l'inventaire de l'armement lors de la transmission de la charge à Antelme de Vigier.
Cette charge est occupée de 1309 à 1315 par Humbert de Luyrieux, seigneur de La Cueille ; lui succède Mathieu de Moras. Le château est de nouveau sujet à travaux avec la construction d'un « rafour » (four à chaux) puis d'une terrasse. Participent à ses travaux les maîtres pierriers Lodru et Perret, dit l'Écureuil en 1311, pour « l'œuvre des tours ». On emploie de nouveau 20 000 tavaillons ou échandoles à la couverture de la grande tour et à la chambre de noble Portier. À cette occasion, on couvre également la tour neuve du portail ainsi que les autres « tours neuves » avec de gros tavaillons de chêne. Une nouvelle enceinte fortifiée voit le jour et quatre tours percées d'archères sont dressées ; on reconstruit les maisons fortes, l'aula, la chambre dite de Chambéry et aussi de Chavors, ainsi que la loggia, « brûlées fortuitement ». En 1316, on charge un maçon de Montmélian, Henriquet, de refaire le chœur de la chapelle. Le comte Amédée V de Savoie se rend sur le chantier en août 1318.
En 1353, on fait réparer les arbalètes, par crainte d'un nouvel affrontement avec les Dauphinois qui ont pris et incendié la ville en 1330. La guerre de Cent Ans entraîne une nouvelle fortification de toute la Savoie entre 1380 et 1416 devant permettre de se prémunir des attaques de routiers. Sous le règne d'Amédée VI de Savoie, dès 1361, on emploie 52 hommes à retailler le rocher sur lequel se dresse le château ; le fossé est recreusé et les terres portées vers la porte de Bertrand. En 1374, on répare les créneaux et les merlons des nouvelles bretèches ayant pourvu la muraille précédemment. On obstrue les merlons de la courtine entre la tour de guet et la chapelle ainsi que les quatre fenêtres des deux tours encadrant la porte. La fenêtre de la chapelle est obstruée par un mur. Anthelme de Miolans en complète les défenses extérieures par onze bretèches ou chaffards. La barbacane, l'escalier pour y accéder et la grande tour sont recouverts. Sont réparées la poterne donnant sur la ville ainsi que la porte Péron ouvrant sur le plan du château. Cette dernière fermait le chemin à hauteur de la tour des seigneurs de l'Ile et de l'ancienne église paroissiale ; aux XVIIIe siècle on en voyait les ruines ainsi qu'une chapelle dite du Péron. Sont également réparées les bretèches en bois de la tour de la porte, que l'on couvre à cette occasion.
Les « Bretons » se font menaçants, ils sont à Goncelin en Dauphiné[Quand ?]. On dresse une palissade pourvue d'une haie entre la porte Péron et le rocher servant de base à la tour neuve. On y accède par un tornafol. Le maître charpentier Pierre Brasier, maître d'œuvre du comte, répare la tour de Chavors et en refait la couverture en bonnes lauzes. Jean Thyod, bourgeois de Montmélian, de son état « maître de bombardes » et également fondeur de couleuvrines, veuglaires et faulcons, on pense que dès 1385 le château est pourvu des premières bombardes. Le 26 juillet 1413, ce dernier refortifie la porte du château et en renouvelle les pièces d'artillerie.
La duchesse Yolande de France, lors de sa régence, y est enfermée à deux reprises par ses beaux-frères. Elle et son mari Amédée IX de Savoie sont faits prisonniers en 1469 lors de la prise de la place par ses deux beaux-frères, le comte de Bresse Philippe II de Savoie, et le comte Jacques de Romont du parti bourguignon, avant d'être conduits au château d'Apremont.
De 1470 à 1481, les maréchaux de Savoie, successeurs des baillis, poursuivent l'adaptation de la place aux nouvelles techniques de siège et au perfectionnement des armes à feu. Autour du château, on aménage des boulevards menant aux bastions, eux-mêmes faisant corps avec l'enceinte. La ville et le château voient leurs fossés faire l'objet de travaux pendant dix ans. La roche servant d'assise au château est taillée à coup de ciseaux afin de la rendre glissante.
Maître Jean Provent est chargé de construire une nouvelle prison. Hormis les réparations d'usage, il n'y aura dès lors plus de travaux et ce jusqu'à la guerre avec François Ier.

### Sièges de la citadelle (XVIeauXIXesiècle)
En 1535, à la mort du duc de Milan François II Sforza, François Ier revendique l’héritage du duché. Au début de 1536, 40 000 soldats français envahissent le duché de Savoie. Le gouverneur de la place est alors François Chiaramonte, napolitain qui ne résiste aux Français que quelques jours, abandonne la forteresse et part se réfugier en France. Le château est finalement rendu au duc Emmanuel-Philibert à la suite des traités du Cateau-Cambrésis en 1559.
En 1561, on entreprend de nouveaux travaux sous la direction de l'ingénieur Dominique Revel de Savone. François Busca, fondeur de Milan, est responsable de la fonderie de canons de Montmélian. En 1590, Lesdiguières n'ose pas prendre la place dans un premier temps et se contente de la contourner. Il ne l'investit que le 14 août 1600 lors de la guerre franco-savoyarde.
En 1624, on répare la palissade. Antoine Verney, Claude et Pierre Gavilliet relèvent la tour sise près de la porte de Chambéry, qui s'était écroulée. En 1625, le gouverneur de la place presse les bourgeois de faire des réparations aux murailles de la ville et de terminer l'édification de la tour ronde.
La place est de nouveau assiégée en 1630 par Louis XIII, arrivé à Chambéry en mai. Le 18 juin 1630, Bassompierre note dans son journal de campagne : « nous conclûmes d'attaquer le château à la mine ». Malgré un siège de 13 mois, la citadelle commandée par Jaffré de Bens de Cavour ne capitule pas.
Le 21 septembre 1639, Christine de France, régente, se réfugie à Montmélian. Ses deux beaux-frères, Thomas et Maurice de Savoie, soutenus par l'Espagne, envahissent le Piémont.
Elie Brockenhoffer, en 1643, décrit la place comme « une belle forteresse, dont l'intérieur est spacieux, largement conçu. Elle est entourée de doubles fortifications et murailles, triples par endroits, qui suivent le roc. Elles sont épaisses et fortes, pourvues çà et là de grandes casemates. La partie inférieure ou bas-fort est séparée de la supérieure et close par une porte et un pont-levis qu'on lève toutes les nuits. La partie centrale comporte les greniers, caves, écuries, poudrières, le puits et la chapelle, les logements pour le commandant et les autres soldats, qui sont au nombre de 450 dont 50 officiers. Le fort est bien pourvu de grandes et belles pièces d'artillerie. ».
Vers 1643, le gouverneur de la place est le comte Centorio Gagnoli.

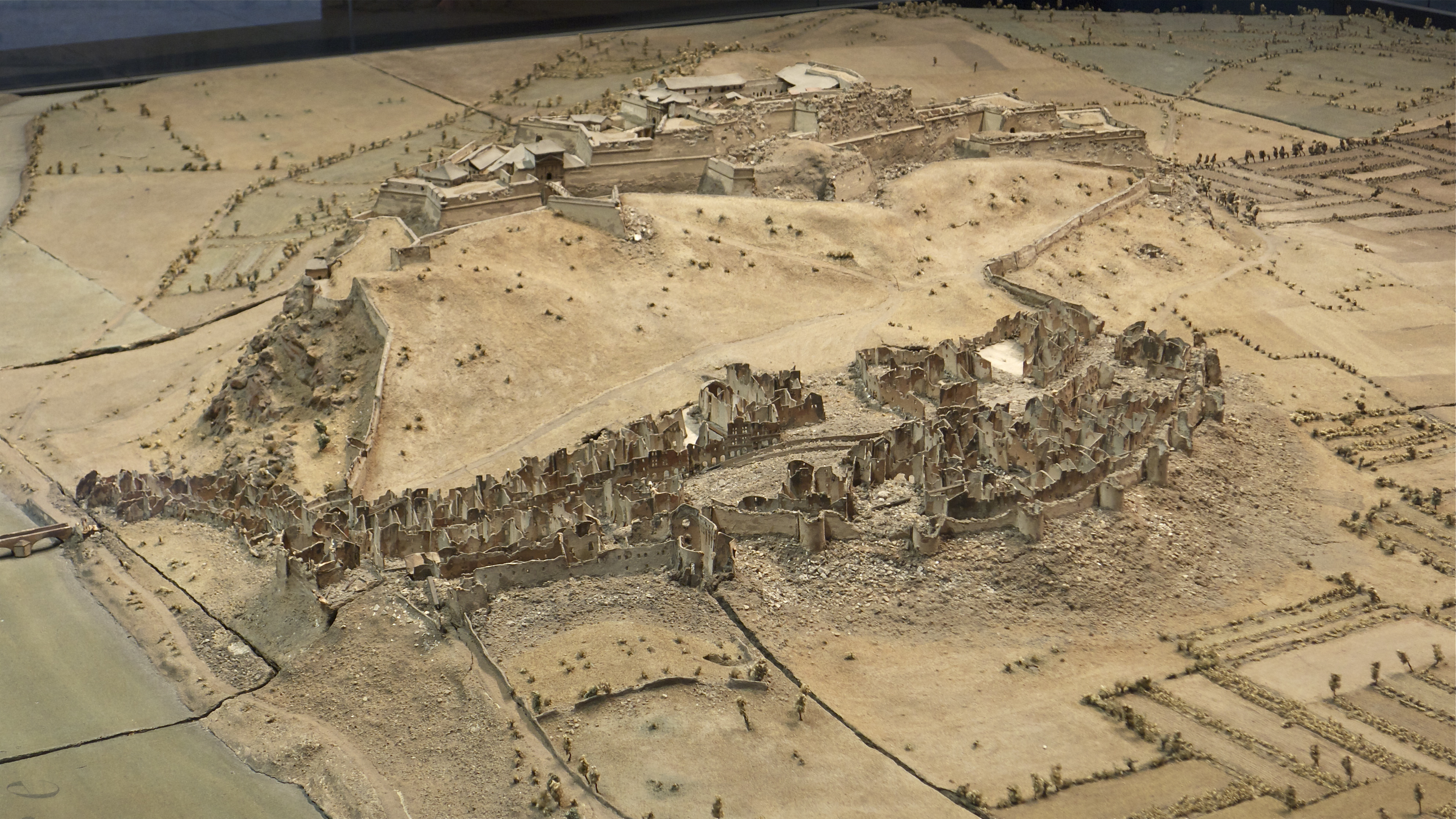
Montmélian en ruine après sa prise par les Français en 1691.

Le 6 juin 1690, les troupes de Louis XIV, commandées par le marquis de Saint-Ruth, attaquent la Savoie. Nicolas de Catinat passe les Alpes, le siège est mis devant la ville. Après la prise de celle-ci au cours de la nuit du 9 août 1691, on fait sauter les murailles et toutes les maisons de la ville. La garnison du château fait grand feu, mais sans effet. 
Claude-Louis de Buttet, seigneur de Tresserve (1624-1714), lieutenant-général de l'artillerie du duc de Savoie, venu en renfort à la tête des milices savoisiennes lors du siège de Montmélian, participe à la défense du fort avec ses trois fils, qui périssent durant les combats. La place, commandé par Bagnasc, capitule après une ultime résistance le 21 décembre 1691.
Les Français occupent la place jusqu'au traité de Ryswick signé le 20 septembre 1697. Victor-Amédée II la restaure de 1697 à 1703. De nouveaux assiégée lors de la guerre de Succession d'Espagne, elle résiste deux ans face aux attaques du maréchal de Tessé et du duc de La Feuillade. Son gouverneur, le comte de Santéna, est contraint à la reddition le 11 décembre 1705 . La citadelle de Montmélian, comme d'autres prises par les Français (Ivrée, Nice, Montalban (Nice), Suse, Verceil, Verrua Savoia) est alors complètement rasée.
Les ruines du fort ont pourtant à subir encore deux attaques. Le comte de Glimes, commandant des troupes espagnoles retranchées à l'intérieur, en fut délogé le 13 octobre 1742 par le duc Charles-Emmanuel III tandis qu'en 1815, ce sont les Autrichiens qui le pilonnent et font sauter le pont de Montmélian.

## Description

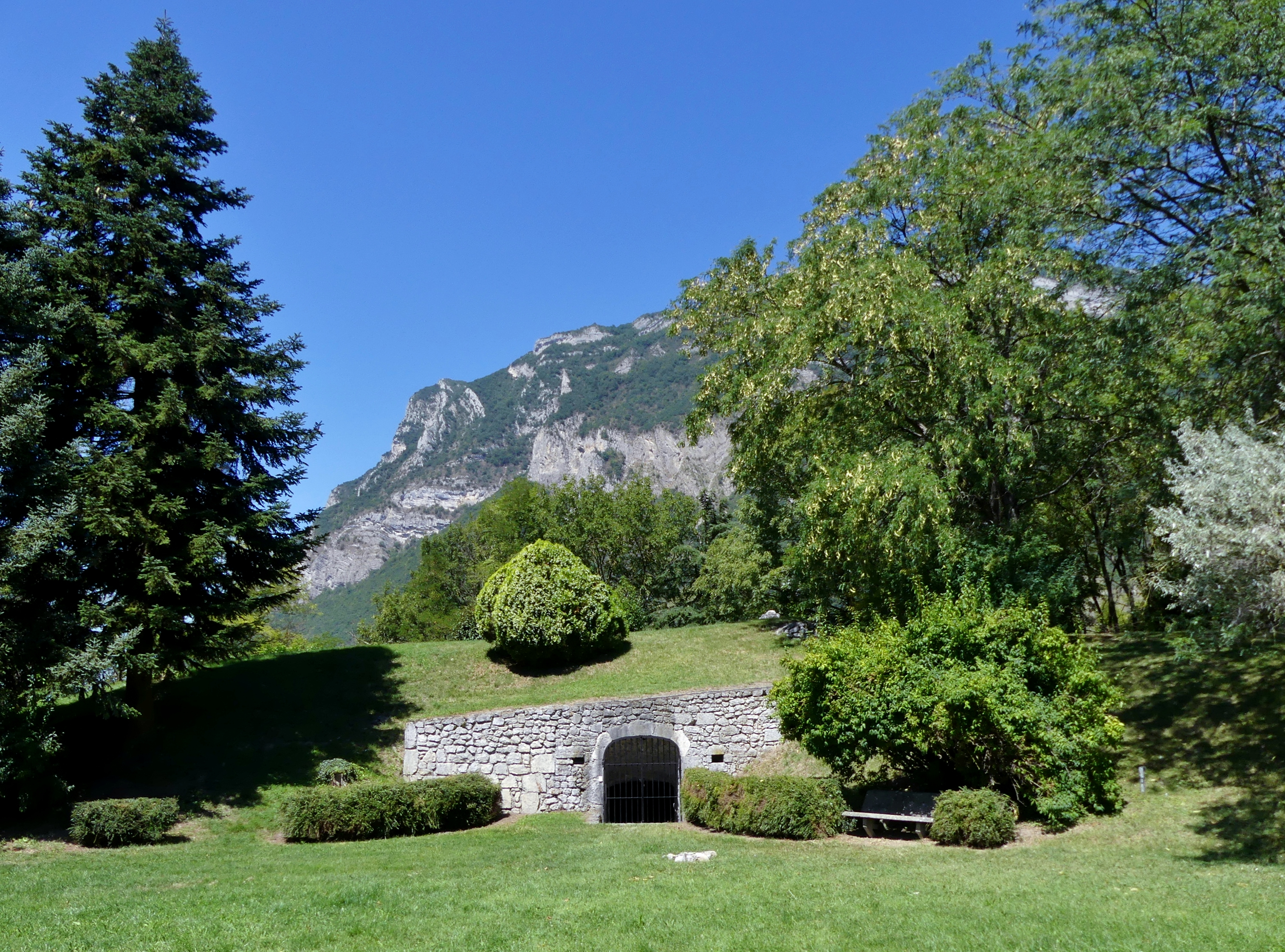
Vestige d'une cave sur le Rocher.

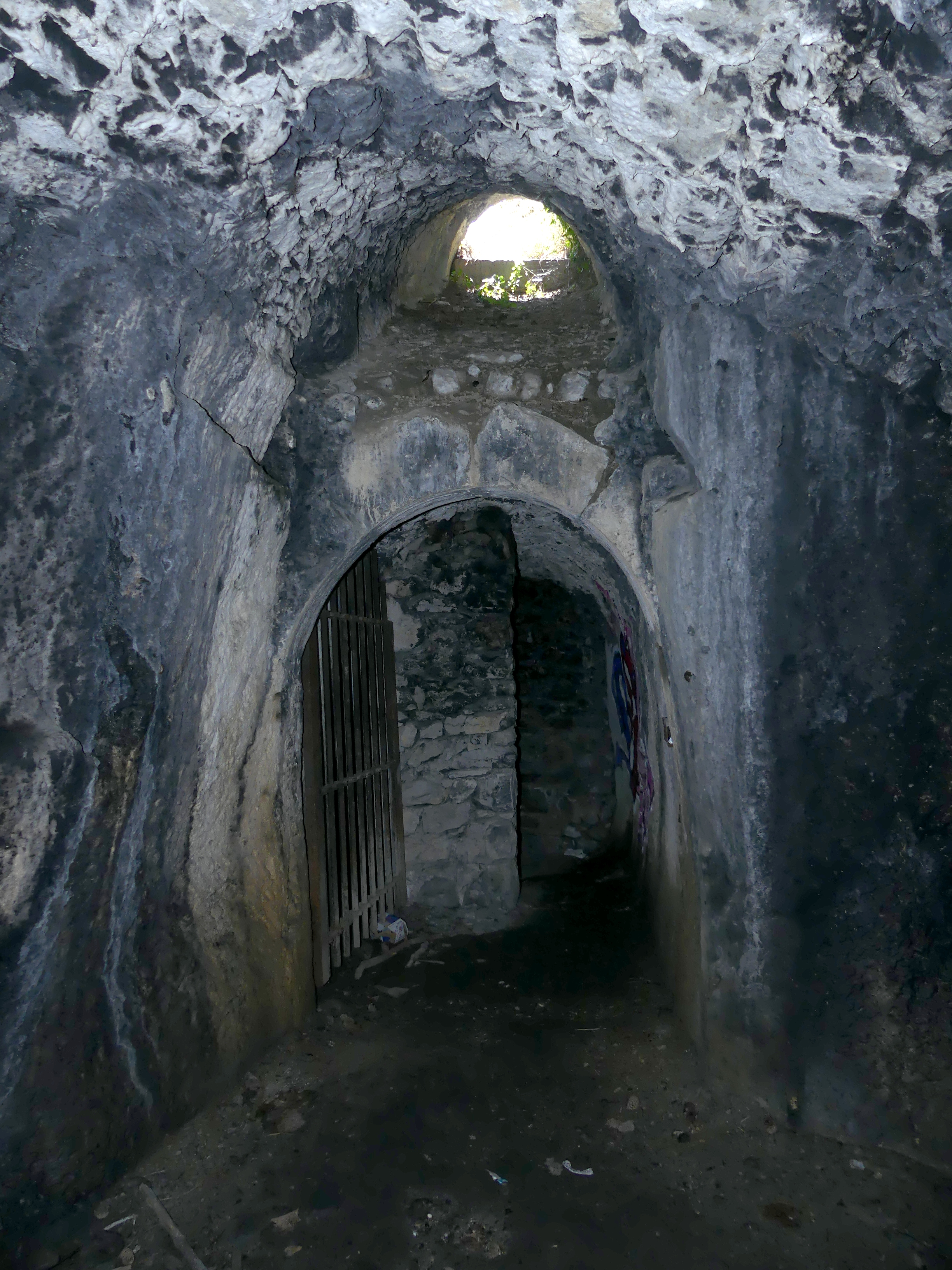
Vestige d'une des deux caves du bastion sud.

L'ancien château présentait une muraille fossoyée de 70 × 60 mètres. Il sera intégré et subsistera à l'intérieur du fort bastionné élevé, au XVIe siècle par le duc Emmanuel-Philibert.
Aujourd'hui, il ne reste que de maigres vestiges : quelques pans de murailles, des anciens fours à chaux, deux caves, face à la crête de Blondet. L'une d'elles a sa voûte percée d'un trou circulaire et permettait l'accès à un souterrain, l'autre est voûtée également et percée obliquement d'un trou semi-circulaire. À proximité, une tranchée, probablement les vestiges des magasins, et un puits dont l'ouverture est à ras de terre. Sur la partie haute du rocher, désignée sous le nom de « grand donjon », il reste une vaste cave, probablement celle qui était située sous le donjon. Un grand nombre de souterrains, pratiquement tous obstrués, couraient sous le fort. On relève, côté Isère, la « cave du grand secours » ; celui communiquant avec la ville s'ouvrait sur la place de l'église actuelle. Côté ville, face au rocher de Calloudes, derrière le château de la Pérouse, il subsiste un fragment d'un des bastions dit de l'Annonciade. Des remparts, il reste le « parapet » et une partie du chemin de ronde dit « sur les murs ».

## Châtellenie de Montmélian
Le château de Montmélian est le chef-lieu d'une châtellenie comtale, dit aussi mandement et du bailliage de Savoie, composé des territoires de la Savoie Propre, de la Tarentaise et de la Maurienne, depuis le début du XIIIe siècle,. Il s'agit également d'un centre militaire.
La châtellenie recouvre, à l'origine, un territoire du « lac du Bourget jusqu'au confluent de l'Arc et l'Isère », jusqu'à son démantèlement afin de créer les châtellenies de Chambéry et du Bourget. En 1313, la châtellenie de Montmélian est réorganisée avec la mise en place de quatre mestralies : Montmélian, Outre-Isère dite de Coise, La Thuile et Chignin.
Les châtelains de Montmélian sont également baillis, même s'il a pu exister des exceptions au cours des périodes. Le châtelain administre, tient les comptes et possède un rôle militaire majeur, pour le comte de Savoie, à partir du XIIIe siècle. Il est un « [officier], nommé pour une durée définie, révocable et amovible »,. Il est chargé de la gestion de la châtellenie, il perçoit les revenus fiscaux du domaine, et il s'occupe de l'entretien du château. Le premier châtelain cité est un certain Jacques de Curienne, en 1207. Les premiers comptes de châtellenie conservés par les Archives départementales de la Savoie vont de 1263 à 1602.